# 카사블랑카-탕헤르 고속철도

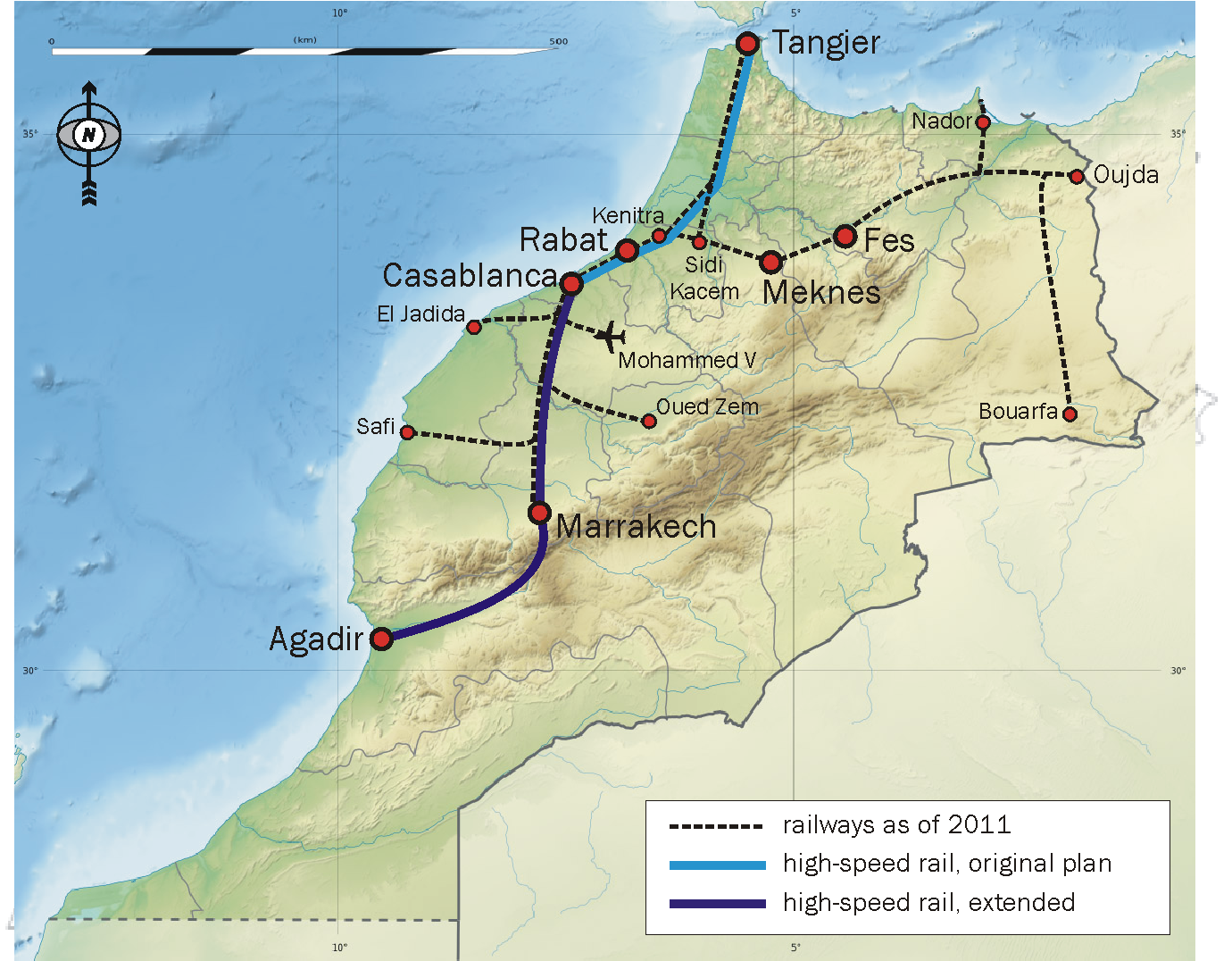
고속철 노선도

카사블랑카-탕헤르 고속철도(LGV Tangier-Casablanca)는 모로코의 고속 철도인 알 보라크의 노선이다.

## 역사
카사블랑카에서 시작해 라바트를 거처 탕헤르까지 이어지며, 운행 차량은 유로듀플렉스로 운행하는 것을 목표로, 2011년 착공하였다. 당초 2017년 완공될 예정이었으나 공사 지연으로 2018년 11월 15일 개통되었다.
탕헤르에서 케니트라(Kenitra)까지의 구간은 새로 건설되었으며, 이 구간의 총길이는 약 186km이다.
나머지 케니트라(Kenitra)에서 라바트 및 카사블랑카로 이어지는 구간은 2018년 현재 기존 선로를 개량해서 160km/h로 운행하며, 향후 220km/h로 개량될 예정이다. 또한 해당 구간의 고속철도 전용선 공사도 2020년에 시작할 예정이다.